# 1750 Eckert
1750 Eckert este o planetă minoră (asteroid), cu un diametru de , din Mars-crossing asteroid[*]. A fost descoperită pe 15 iulie 1950 la Observatorul Königstuhl de Karl Wilhelm Reinmuth și a fost numită după Wallace John Eckert⁠(d), astronom american (1902-1971).
Obiectul prezintă o orbită caracterizată de o semiaxă mare de 1,9265399 UAi, o excentricitate de 0,172918, o înclinație de 19,08588 ° în raport cu ecliptica.